# كارول لينيتي
كارول لينيتي (بالبولندية: Karol Linetty)‏ (مواليد 2 فبراير 1995) هو لاعب كرة قدم بولندي محترف، يلعب كلاعب وسط لصالح نادي الدوري الإيطالي الدرجة الأولى سامبدوريا.

## إحصائيات

### الأندية
آخر تحديث 09:30, 13 مارس 2017 (UTC).
| النادي    | الموسم  | الدوري                        | الدوري | الدوري | الكأس | الكأس | أوروبا | أوروبا | أخرى | أخرى  | المجموع | المجموع |
| النادي    | الموسم  | الدوري                        | ظهور   | أهداف  | ظهور  | أهداف | ظهور   | أهداف  | ظهور | أهداف | ظهور    | أهداف   |
| --------- | ------- | ----------------------------- | ------ | ------ | ----- | ----- | ------ | ------ | ---- | ----- | ------- | ------- |
| لخ بوزنان | 2012–13 | الدوري البولندي الممتاز       | 14     | 0      | –     | –     | –      | –      | –    | –     | 14      | 0       |
| لخ بوزنان | 2013–14 | الدوري البولندي الممتاز       | 28     | 1      | –     | –     | –      | –      | –    | –     | 28      | 1       |
| لخ بوزنان | 2014–15 | الدوري البولندي الممتاز       | 23     | 2      | 5     | 3     | 1      | 0      | –    | –     | 29      | 5       |
| لخ بوزنان | 2015–16 | الدوري البولندي الممتاز       | 28     | 3      | 3     | 0     | 9      | 1      | 1    | 1     | 41      | 5       |
| لخ بوزنان | المجموع | المجموع                       | 93     | 6      | 8     | 3     | 10     | 1      | 1    | 1     | 112     | 11      |
| سامبدوريا | 2016–17 | الدوري الإيطالي الدرجة الأولى | 26     | 0      | 3     | 0     | –      | –      | –    | –     | 29      | 0       |
| المجموع   | المجموع | المجموع                       | 119    | 6      | 11    | 3     | 10     | 1      | 1    | 1     | 141     | 11      |

1 يتضمن مباريات كأس السوبر البولندي.

### المنتخب
آخر تحديث 23:20, 11 نوفمبر 2016 (UTC).
| بولندا  | بولندا | بولندا |
| السنة   | ظهور   | أهداف  |
| ------- | ------ | ------ |
| 2014    | 5      | 1      |
| 2015    | 4      | 0      |
| 2016    | 4      | 0      |
| المجموع | 13     | 1      |

### الأهداف الدولية
نتائج وأهداف بولندا تظهر أولًا على اليمين.
| م  | التاريخ       | الملعب                           | الخصم   | الهدف | النتيجة | المنافسة    |
| -- | ------------- | -------------------------------- | ------- | ----- | ------- | ----------- |
| 1. | 18 يناير 2014 | ستاد مدينة زايد الرياضية، أبوظبي | النرويج | 3–0   | 3–0     | مباراة ودية |

## الألقاب

### الأندية
لخ بوزنان
- الدوري البولندي الممتاز: 2014–15
- كأس السوبر البولندي: 2015، 2016

## روابط خارجية
- كارول لينيتي على موقع الاتحاد الدولي (مؤرشف)  (الإنجليزية)
- كارول لينيتي على موقع الاتحاد الأوربي (الإنجليزية)
- كارول لينيتي على موقع قاعدة بيانات كرة القدم.إي يو (الإنجليزية)
- كارول لينيتي على موقع ناشيونال فوتبول تيمز (الإنجليزية)
- كارول لينيتي على موقع Soccerway.com (الإنجليزية)
- كارول لينيتي على موقع عالم كرة القدم.نت (الإنجليزية)
- كارول لينيتي على موقع AS.com (الإسبانية)